# Красножон Олександр Іванович
Олекса́ндр Іва́нович Красножо́н — молодший сержант Збройних сил України.
Навідник аеромобільно-десантного взводу, 79-а бригада.

## Нагороди
31 жовтня 2014 року за особисту мужність і героїзм, виявлені у захисті державного суверенітету та територіальної цілісності України, вірність військовій присязі під час російсько-української війни, відзначений — нагороджений орденом «За мужність» III ступеня.